# Marszałek Związku Radzieckiego
Marszałek Związku Radzieckiego – najwyższy stopień wojskowy w Związku Radzieckim. Niższym stopniem był do 1940 komandarm 1 rangi, po wprowadzeniu stopni generalskich – generał armii, bądź marszałek/ główny marszałek rodzaju wojsk.

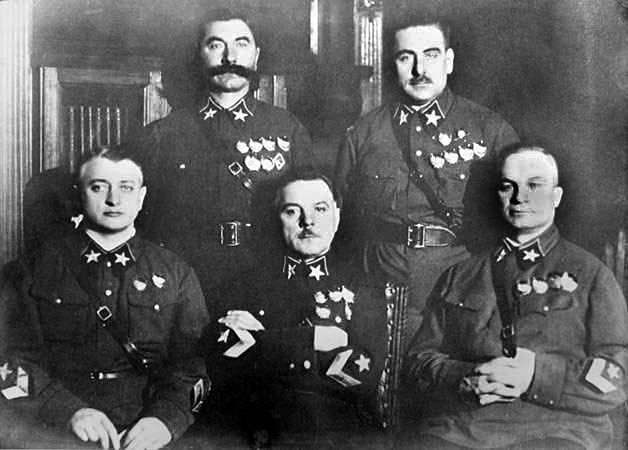
Pierwszych pięciu marszałków ZSRR (1935) od lewej Michaił Tuchaczewski, Siemion Budionny, Klimient Woroszyłow, Wasilij Blücher i Aleksandr Jegorow

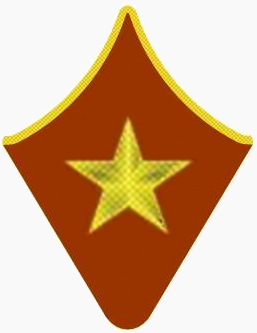
Patka kołnierzowa marszałka ZSRR 1935–1940

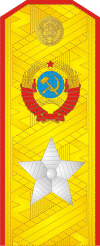
Pagon marszałka ZSRR (wzór z 1943 roku)

Pagon marszałka ZSRR (wzór z 1974 roku)

## Stopnie marszałków w Związku Radzieckim
W ZSRR istniała dość złożona hierarchia wyższych stopni wojskowych, które nazywano stopniami marszałkowskimi.
W 1935 r. wprowadzano stopień marszałka Związku Radzieckiego (w marynarce wojennej odpowiadał mu wpierw stopień admirała floty, a potem admirała floty Związku Radzieckiego), który odpowiadał stopniom marszałka w innych armiach.
W 1943 r. utworzono w niektórych rodzajach wojsk stopnie marszałka rodzaju wojsk i głównego marszałka rodzaju wojsk:
- w lotnictwie wpierw (4 lutego) utworzono stopień marszałka lotnictwa, a potem (27 października) utworzono wyższy stopień głównego marszałka lotnictwa;
- w wojskach pancernych wpierw (4 lutego) utworzono stopień marszałka wojsk pancernych, a potem (27 października) utworzono wyższy stopień głównego marszałka wojsk pancernych;
- w artylerii wpierw (4 lutego) utworzono stopień marszałka artylerii, a potem (27 października) utworzono wyższy stopień głównego marszałka artylerii;
- w wojskach inżynieryjnych równocześnie (27 października) utworzono stopień marszałka wojsk inżynieryjnych i wyższy stopień głównego marszałka wojsk inżynieryjnych;
- w wojskach łączności równocześnie (27 października) utworzono stopień marszałka wojsk łączności i wyższy stopień głównego marszałka wojsk łączności.

Patka kołnierzowa marszałka ZSRR w latach 1940-1943

Położenie stopni marszałka rodzaju wojsk i głównego marszałka rodzaju wojsk w hierarchii jest złożone. Posiadaczy tych stopni (wpierw głównych marszałków, a potem marszałków rodzaju wojsk) wymieniano na listach po marszałkach ZSRR, a przed generałami armii. Jednakże zasady awansu były skomplikowane. Posiadacz stopnia generała pułkownika mógł zostać awansowany albo na stopień generała armii (z wyjątkiem lotnictwa, gdzie był możliwy wyłącznie awans na stopień marszałka lotnictwa) albo na stopień marszałka rodzaju wojsk. Posiadacz stopnia generała armii mógł później otrzymać stopień marszałka ZSRR, a posiadacz stopnia marszałka rodzaju wojsk stopień głównego marszałka wojsk. Posiadacz stopnia głównego marszałka rodzaju wojsk natomiast nie mógł zostać awansowany na stopień marszałka ZSRR.
Nie było jednoznacznie określone, kiedy oficer noszący stopień generała pułkownika otrzyma stopień generała armii, a kiedy marszałka rodzaju wojsk – każdy awans rozpatrywano indywidualnie. Zazwyczaj głównym czynnikiem decydującym był dotychczasowy przebieg służby – jeśli dany oficer dowodził związkami (i pracował w instytucjach) macierzystego rodzaju wojsk, zostawał marszałkiem, natomiast jeśli dowodził związkami ogólnowojskowymi, stopień generała armii.
W przypadku lotnictwa nie nadawano nigdy stopnia generała armii, tylko stopień marszałka rodzaju wojsk.
W 1984 r. stopnie marszałków (i głównych marszałków) rodzaju wojsk poza lotnictwem i artylerią zostały zastąpione przez stopień generała armii; od tej daty także nie nadano już nikomu stopnia głównego marszałka rodzaju wojsk. Już po upadku ZSRR w 1993 r. stopnie te zostały także zastąpione stopniem generała armii.
Ostatnim marszałkiem Związku Radzieckiego był Dmitrij Jazow, przeciwnik pieriestrojki i organizator puczu przeciwko Gorbaczowowi. Natomiast marszałek Siergiej Achromiejew popełnił samobójstwo w dniu rozpadu ZSRR. Co ciekawe obaj z nich, walczyli w II wojnie światowej, natomiast ostatni marszałek jest jedynym nieodznaczonym medalem Bohatera Związku Radzieckiego.
Po rozpadzie jedynym marszałkiem Federacji Rosyjskiej został dotychczas Igor Siergiejew (1997–2001) zdymisjonowany po tym jak przyjął odpowiedzialność za zatonięcie okrętu podwodnego „Kursk”.
W praktyce wszyscy marszałkowie ZSRR byli z jednej z grup:
- uczestnicy wojny roku 1917 i powstania ZSRR w wyniku wojny domowej.
- mianowani podczas II wojny światowej, na miejsce tych z pierwszej grupy (zabitych w trakcie czystek lat 30. lub uznanych za nieprzydatnych podczas pierwszych lat II wojny światowej).
- walczyli podczas II wojny światowej, ale z racji wieku i stopnia kariery zrobione dopiero podczas zimnej wojny.

## Listamarszałków Związku Radzieckiego
| Nazwisko              | Data nadania         | Uwagi                                                                        |
| --------------------- | -------------------- | ---------------------------------------------------------------------------- |
| Klimient Woroszyłow   | 21 listopada 1935    |                                                                              |
| Michaił Tuchaczewski  | 21 listopada 1935    | pozbawiony stopnia 11 czerwca 1937, pośmiertnie przywrócony 31 stycznia 1957 |
| Siemion Budionny      | 21 listopada 1935    |                                                                              |
| Aleksandr Jegorow     | 21 listopada 1935    |                                                                              |
| Wasilij Blücher       | 21 listopada 1935    |                                                                              |
| Siemion Timoszenko    | 7 maja 1940          |                                                                              |
| Grigorij Kulik        | 7 maja 1940          | pozbawiony stopnia 19 lutego 1942, pośmiertnie przywrócony 28 września 1957  |
| Borys Szaposznikow    | 7 maja 1940          |                                                                              |
| Gieorgij Żukow        | 18 stycznia 1943     |                                                                              |
| Aleksandr Wasilewski  | 16 lutego 1943       |                                                                              |
| Józef Stalin          | 6 marca 1943         | 27 czerwca 1945 mianowany generalissimusem Związku Radzieckiego              |
| Iwan Koniew           | 20 lutego 1944       |                                                                              |
| Leonid Goworow        | 18 czerwca 1944      |                                                                              |
| Konstanty Rokossowski | 29 czerwca 1944      | również marszałek Polski od 5 listopada 1949                                 |
| Rodion Malinowski     | 10 września 1944     |                                                                              |
| Fiodor Tołbuchin      | 12 września 1944     |                                                                              |
| Kiriłł Mierieckow     | 26 października 1944 |                                                                              |
| Ławrientij Beria      | 9 lipca 1945         | pozbawiony stopnia 26 czerwca 1953                                           |
| Wasilij Sokołowski    | 3 lipca 1946         |                                                                              |
| Nikołaj Bułganin      | 3 listopada 1947     | pozbawiony stopnia 26 listopada 1958                                         |
| Iwan Bagramian        | 11 marca 1955        |                                                                              |
| Siergiej Biriuzow     | 11 marca 1955        |                                                                              |
| Andriej Grieczko      | 11 marca 1955        |                                                                              |
| Andriej Jeriomienko   | 11 marca 1955        |                                                                              |
| Kiriłł Moskalenko     | 11 marca 1955        |                                                                              |
| Wasilij Czujkow       | 11 marca 1955        |                                                                              |
| Matwiej Zacharow      | 8 maja 1959          |                                                                              |
| Filipp Golikow        | 6 maja 1961          |                                                                              |
| Nikołaj Kryłow        | 28 maja 1962         |                                                                              |
| Iwan Jakubowski       | 12 kwietnia 1967     |                                                                              |
| Paweł Baticki         | 15 kwietnia 1968     |                                                                              |
| Piotr Koszewoj        | 15 kwietnia 1968     |                                                                              |
| Leonid Breżniew       | 7 maja 1976          |                                                                              |
| Dmitrij Ustinow       | 30 lipca 1976        |                                                                              |
| Wiktor Kulikow        | 14 stycznia 1977     |                                                                              |
| Nikołaj Ogarkow       | 14 stycznia 1977     |                                                                              |
| Siergiej Sokołow      | 17 lutego 1978       |                                                                              |
| Siergiej Achromiejew  | 25 marca 1983        |                                                                              |
| Siemion Kurkotkin     | 25 marca 1983        |                                                                              |
| Wasilij Pietrow       | 25 marca 1983        |                                                                              |
| Dmitrij Jazow         | 28 kwietnia 1990     |                                                                              |

## Główni marszałkowie rodzajów wojsk
| Nazwisko           | Data nadania   | Uwagi                            |
| ------------------ | -------------- | -------------------------------- |
| Nikołaj Woronow    | 21 lutego 1944 |                                  |
| Mitrofan Niedielin | 8 maja 1959    |                                  |
| Siergiej Wariencow | 6 maja 1961    | pozbawiony stopnia 13 marca 1963 |
| Władimir Tołubko   | 25 marca 1983  |                                  |

| Nazwisko              | Data nadania         | Uwagi                                                               |
| --------------------- | -------------------- | ------------------------------------------------------------------- |
| Aleksandr Nowikow     | 21 lutego 1944       | pozbawiony stopnia 11 maja 1946, przywrócono stopień w czerwcu 1953 |
| Aleksandr Gołowanow   | 19 sierpnia 1944     |                                                                     |
| Pawieł Żygariew       | 11 marca 1955        |                                                                     |
| Konstantin Wierszynin | 8 maja 1959          |                                                                     |
| Pawieł Kutachow       | 1972                 |                                                                     |
| Boris Bugajew         | 1977                 |                                                                     |
| Aleksandr Kołdunow    | 31 października 1984 |                                                                     |

| Nazwisko            | Data nadania     | Uwagi |
| ------------------- | ---------------- | ----- |
| Paweł Rotmistrow    | 28 kwietnia 1962 |       |
| Amazasp Babadżanian | 29 kwietnia 1975 |       |

## Marszałkowie rodzajów wojsk
Marszałkowie artylerii
- Nikołaj Dmitriewicz Jakowlew (31 grudnia 1898 – 9 maja 1972), mianowany 21 lutego 1944, pozbawiony stopnia w 1952, przywrócono stopień w 1953
- Michaił Nikołajewicz Czistiakow (18 listopada 1896–1980), mianowany 25 września 1944
- Wasilij Iwanowicz Kazakow (17 lipca 1898 – 25 maja 1968), mianowany 11 marca 1955
- Konstantin Piotrowicz Kazakow (18 listopada 1902 – 25 sierpnia 1989), mianowany 28 kwietnia 1962
- Jurij Pawłowicz Bażanow (23 kwietnia 1905–1975), mianowany 18 czerwca 1965
- Paweł Nikołajewicz Kuleszow (15 grudnia 1908–2000), mianowany 28 października 1967
- Gieorgij Fiedotowicz Odincow (6 marca 1900 – 1 marca 1972), mianowany 22 lutego 1968
- Gieorgij Jefimowicz Pieredielski (7 kwietnia 1913–1987), mianowany 7 listopada 1973
- Jefim Wasiljewicz Bojczuk (24 grudnia 1918 – 4 czerwca 1991), mianowany 4 listopada 1983
- Władimir Michajłowicz Michałkin (ur. 30 czerwca 1927  – 1 stycznia 2017), mianowany 15 lutego 1989

Marszałkowie lotnictwa
- Aleksandr Aleksandrowicz Nowikow (19 listopada 1900 – 3 grudnia 1976), mianowany 17 marca 1943
- Aleksandr Jewgieniewicz Gołowanow (7 sierpnia 1904 – 22 września 1975), mianowany 3 sierpnia 1943
- Fiodor Aleksiejewicz Astachow (8 lutego 1892 – 9 października 1966), mianowany 19 sierpnia 1944
- Grigorij Aleksiejewicz Worożejkin (16 marca 1895–1974), mianowany 19 sierpnia 1944
- Nikołaj Siemionowicz Skripko (5 grudnia 1902–1987), mianowany 19 sierpnia 1944
- Fiodor Jakowlewicz Fałalejew (31 maja 1899 – 12 sierpnia 1955), mianowany 19 sierpnia 1944
- Siergiej Aleksandrowicz Chudiakow (Armienak Artiemowicz Chanferianc) (7 stycznia 1902 – 18 kwietnia 1950), mianowany 19 sierpnia 1944
- Siemion Fiodorowicz Żaworonkow (23 kwietnia 1899 – 8 czerwca 1967), mianowany 25 września 1944
- Konstantin Andriejewicz Wierszynin (3 czerwca 1900 – 30 grudnia 1973), mianowany 3 czerwca 1946
- Pawieł Fiodorowicz Żygariew (19 stycznia 1900 – 2 października 1963), mianowany 3 sierpnia 1953
- Siergiej Ignatiewicz Rudienko (20 października 1904–1990), mianowany 11 marca 1955
- Władimir Aleksandrowicz Sudiec (23 października 1904 – 6 maja 1981), mianowany 11 marca 1955
- Stiepan Akimowicz Krasowski (20 sierpnia 1897 – 21 kwietnia 1983), mianowany 8 maja 1959
- Jewgienij Jakowlewicz Sawicki (24 grudnia 1910 – 6 kwietnia 1990), mianowany 6 maja 1961
- Filipp Aleksandrowicz Agalcow (20 stycznia 1900 – 29 czerwca 1980), mianowany 28 kwietnia 1962
- Jewgienij Fiodorowicz Łoginow (23 października 1907 – 7 października 1970), mianowany 28 października 1967
- Pawieł Stiepanowicz Kutachow (16 sierpnia 1914 – 3 grudnia 1984), mianowany w 1969
- Iwan Iwanowicz Borzow (21 października 1915 – 4 czerwca 1974), mianowany 16 grudnia 1972
- Aleksandr Iwanowicz Pokryszkin (6 marca 1913 – 13 listopada 1985), mianowany 16 grudnia 1972
- Boris Pawłowicz Bugajew (29 lipca 1923 – 13 stycznia 2007), mianowany 7 listopada 1973
- Gieorgij Wasiljewicz Zimin (6 maja 1912 – 29 marca 1997), mianowany 7 listopada 1973
- Aleksandr Nikołajewicz Jefimow (6 lutego 1923 – 31 sierpnia 2012), mianowany 29 kwietnia 1975
- Iwan Iwanowicz Pstygo (10 kwietnia 1918 – 23 lutego 2009), mianowany 29 kwietnia 1975
- Aleksandr Piotrowicz Siłantjew (23 sierpnia 1918 – 10 marca 1996), mianowany 19 lutego 1976
- Aleksandr Iwanowicz Kołdunow (20 września 1923 – 7 czerwca 1992), mianowany w 1978
- Grigorij Piotrowicz Skorikow (13 marca 1920 – 6 września 2000), mianowany w 1980
- Nikołaj Michajłowicz Skomorochow (19 maja 1920 – 14 października 1994), mianowany w 1981
- Piotr Siemionowicz Kirsanow (1 stycznia 1919 – 7 listopada 1991), mianowany 16 grudnia 1982
- Iwan Nikitowicz Kożedub (8 czerwca 1920 – 8 sierpnia 1991), mianowany w 1985
- Anatolij Ustinowicz Konstantinow (12 czerwca 1923 – 22 października 2006), mianowany w 1985
- Aleksandr Nikitowicz Wołkow (25 marca 1929 – 7 grudnia 2005), mianowany w 1989
- Jewgienij Iwanowicz Szaposznikow (3 lutego 1942 – 8 grudnia 2020), mianowany w 1991

Marszałkowie wojsk pancernych
- Pawieł Aleksiejewicz Rotmistrow (6 lipca 1901 – 16 kwietnia 1982), mianowany 21 lutego 1944
- Jakow Nikołajewicz Fiedorienko (22 października 1896 – 26 marca 1947), mianowany 21 lutego 1944
- Siemion Iljicz Bogdanow (29 sierpnia 1894 – 12 marca 1960), mianowany 1 czerwca 1945
- Pawieł Siemionowicz Rybałko (4 listopada 1894 – 28 sierpnia 1948), mianowany 1 czerwca 1945
- Michaił Jefimowicz Katukow (17 września 1900 – 8 czerwca 1976), mianowany w 1959
- Pawieł Pawłowicz Połubojarow (16 czerwca 1901–1984), mianowany 28 kwietnia 1962
- Amazasp Chaczaturowicz Babadżanian (18 lutego 1906 – 1 listopada 1977), mianowany 28 października 1967
- Oleg Aleksandrowicz Łosik (4 grudnia 1915 – 20 sierpnia 2012), mianowany 29 kwietnia 1975

Marszałkowie wojsk inżynieryjnych
- Michaił Pietrowicz Worobjow (29 grudnia 1896 – 12 czerwca 1957), mianowany 21 lutego 1944
- Aleksiej Iwanowicz Proszlakow (18 lutego 1901 – 12 grudnia 1973), mianowany 6 maja 1961
- Wiktor Kondratiewicz Charczenko (31 lipca 1911 – 10 stycznia 1975), mianowany w 1972
- Arcził Wiktorowicz Giełowani (27 listopada 1915 – 19 sierpnia 1978), mianowany w 1977
- Siergiej Christoforowicz Aganow (4 czerwca 1917 – 1 lutego 1996), mianowany 7 maja 1980
- Nikołaj Fiodorowicz Szestopałow (19 grudnia 1919 – 6 listopada 2006), mianowany 6 maja 1981

Marszałkowie wojsk łączności
- Iwan Tierentiewicz Pieriesypkin (18 czerwca 1904 – 12 października 1978), mianowany 21 lutego 1944
- Aleksiej Iwanowicz Leonow (2 czerwca 1902 – 14 listopada 1972), mianowany 6 maja 1961
- Andriej Iwanowicz Biełow (19 sierpnia 1917 – 29 listopada 2001), mianowany 7 listopada 1973
- Nikołaj Nikołajewicz Aleksiejew (13 czerwca 1914 – 12 listopada 1980), mianowany w 1979